# 3-idrossimetilcefem carbammiltransferasi
La 3-idrossimetilcefem carbammiltransferasi è un enzima appartenente alla classe delle transferasi, che catalizza la seguente reazione:
carbammilfosfato + a 3-idrossimetilcef-3-em-4-carbossilato ⇄ phosphate + a 3-carbammilossimetilcefem
L'enzima agisce su un ampio spettro di 3-idrossimetilcefem (una sottoclasse delle cefalosporine). L'enzima è attivato dall'ATP.